# Karl Ludwig Ficquelmont
Karl Ludwig hrabě von Ficquelmont (Gabriel Charles Louis Bonaventure comte de Ficquelmont; 23. března 1777 Dieuze – 7. dubna 1857 Benátky) byl rakouský státník, generál a diplomat francouzského původu. Za francouzské revoluce vstoupil do rakouské armády a zúčastnil se napoleonských válek. Později se uplatnil jako diplomat, byl dlouholetým rakouským vyslancem v Neapoli (1821–1829) a velvyslancem v Petrohradě (1829–1840), v armádě nakonec dosáhl hodnosti generála jízdy. V revolučním roce 1848 byl krátce rakouským ministrem zahraničí a předsedou vlády. V květnu 1848 z obou funkcí odstoupil a odešel do ústraní. Zemřel ve svém paláci v Benátkách, díky příbuzenským vazbám na rod Clary-Aldringenů byl pohřben v Dubí u Teplic.

## Mládí v armádě

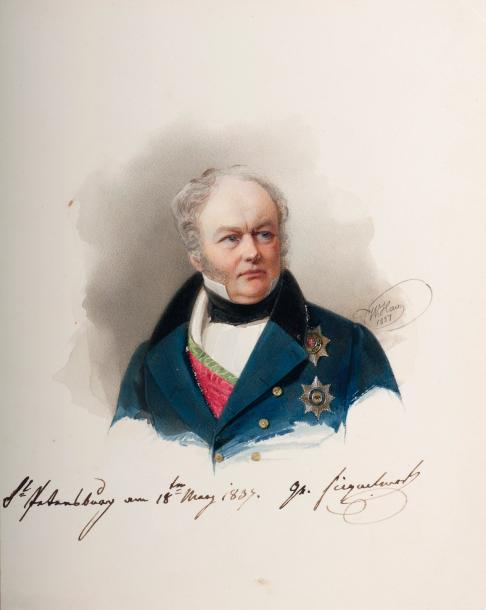
Hrabě Ficquelmont v roce 1837

Pocházel ze staré šlechtické rodiny z Lotrinska připomínané od 12. století. Narodil se na zámku Dieuze v severní Francii jako syn hraběte Maximiliena Chrétiena Ficquelmonta (1746–1819). V roce 1789 byl ve Versailles uveden ke dvoru Ludvíka XVI., krátce poté v době francouzské revoluce s rodinou emigroval. Jako voják nejprve vstoupil do exilové armády knížete Condé, v roce 1793 se stal jezdeckým důstojníkem rakouské armády. Zúčastnil se francouzských revolučních válek, bojoval v severní Francii, Nizozemí a v Německu na Rýně. Ve druhé koaliční válce na sebe upozornil generála Latoura, který patřil též k francouzské aristokratické emigraci. Pod Latourovým patronátem začal postupovat v hodnostech a nakonec získal i přístup k císařskému dvoru ve Vídni. Během tažení v roce 1805 bojoval na Dunaji, byl povýšen na majora, stal se křídelním pobočníkem císaře Františka I. a v roce 1806 byl jmenován císařským komořím, dosáhl také potvrzení hraběcího titulu pro Rakousko. V tažení proti Napoleonovi v roce 1809 bojoval znovu na Dunaji, mezitím byl povýšen na podplukovníka (1808) a plukovníka (1809), v této hodnosti byl náčelníkem štábu arcivévody Ferdinanda d'Este. V roce 1811 přes Balkán a Středozemní moře odjel do Španělska, kde bojoval ve Wellingtonově armádě proti napoleonským vojskům. Ve španělské armádě dosáhl hodnosti plukovníka jezdectva, v roce 1813 se vrátil do rakouského vojska a v roce 1814 byl povýšen na generálmajora.

## Diplomat a rakouský ministerský předseda

Erb rodu Ficquelmontů

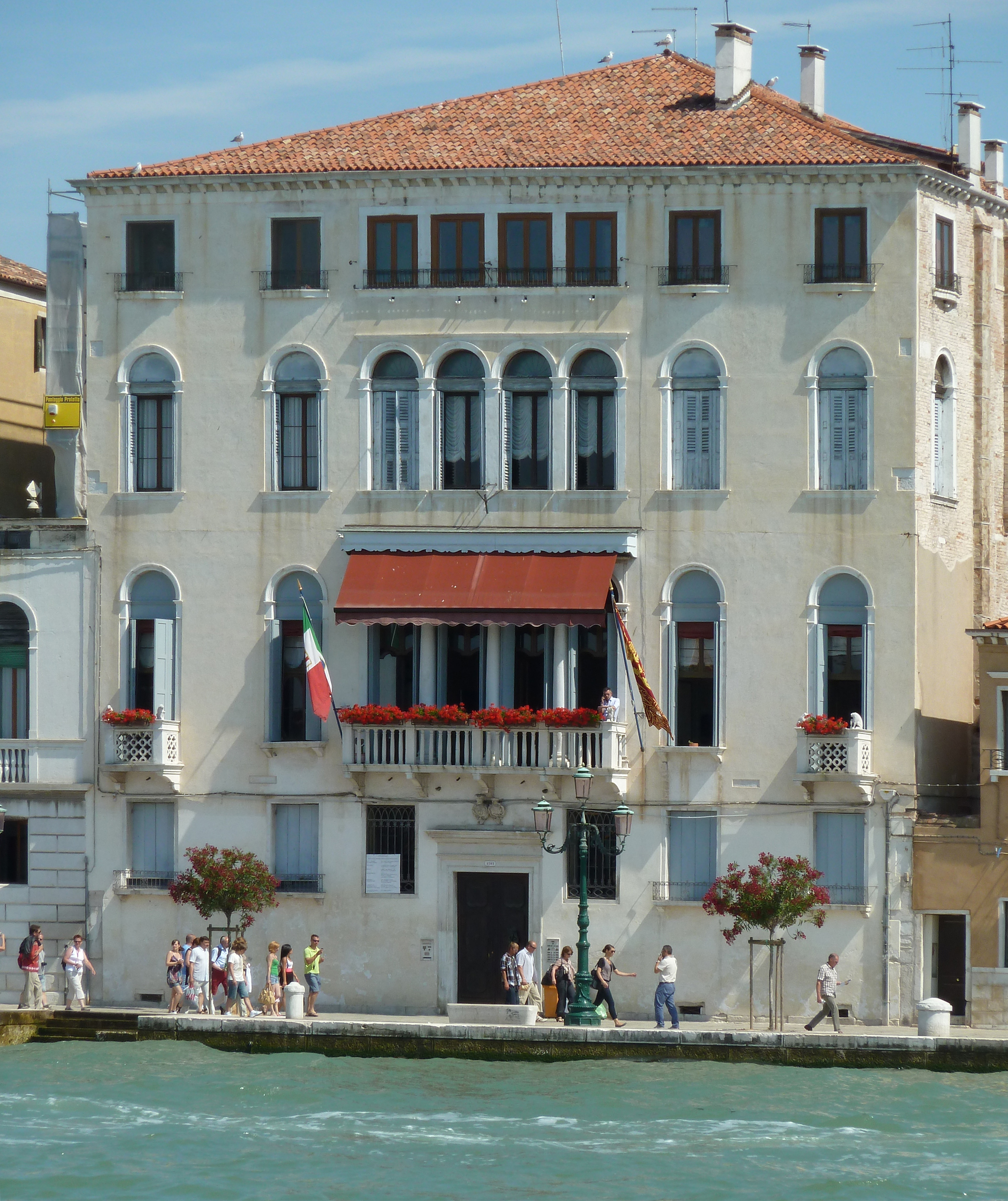
Palác Clary-Aldringenů v Benátkách, sídlo Karla Ludwiga Ficquelmonta

V závěru napoleonských válek se spřátelil s knížetem Metternichem a z vojáka se stal postupně diplomatem. Od prosince 1813 byl generálním pobočníkem rakouské armády v severní Itálii, v létě 1814 byl účastníkem spojenecké okupace Francie. Poté se zúčastnil Vídeňského kongresu a na Metternichův návrh byl jmenován rakouským vyslancem ve Švédsku (1814–1820). V letech 1820–1821 byl vyslancem v Toskánsku, kde byl zároveň diplomatickým zástupcem pro vévodství Lucca. Na jaře 1821 se jako politický komisař připojil k armádě generála Frimonta, která měla potlačit povstání karbonářů v Neapoli. Ficquelmont byl pak v Neapoli rakouským vyslancem (1821–1829) a podporoval konzervativní zásady Svaté aliance. Mezitím byl v roce 1823 jmenován c. k. tajným radou a v roce 1830 dosáhl hodnosti polního podmaršála. V letech 1829–1840 byl rakouským velvyslancem v Petrohradě, kde získal důvěru cara Mikuláše I. a pomáhal upevňovat spojenectví mezi Ruskem a Rakouskem. V roce 1835 doprovázel Mikuláše I. na setkání tří panovníků do Teplic. V roce 1840 absolvoval Ficquelmont ozdravný pobyt v Mariánských Lázních a znovu také v Teplicích. Od roku 1840 byl ve Vídni státním a konferenčním ministrem, zároveň vedl vojenský odbor na ministerstvu zahraničí a v této době patřil k nejdůležitějším spolupracovníkům kancléře Metternicha. V roce 1843 byl povýšen do hodnosti generála jezdectva, příležitostně byl pověřován dalšími diplomatickými úkoly. V roce 1846 vedl zvláštní misi do Berlína v otázce rakouské anexe Krakova, v roce 1847 pobýval v Benátkách u místokrále arcivévody Rainera.
K datu 1. března 1848 byl jmenován prezidentem Dvorské válečné rady namísto zemřelého hraběte Ignáce Hardegga. Krátce poté vypuklo povstání ve Vídni a Uhrách a kancléř Metternich byl odvolán. Ficquelmont místo něj převzal 21. března 1848 úřad ministra zahraničí, o necelý měsíc později 18. dubna 1848 se po rezignaci hraběte Františka Antonína Kolovrata stal i předsedou ministerské rady. Ficquelmont měl sice pověst vzdělaného a kultivovaného diplomata, díky svým konzervativním postojům a dlouholetému přátelství s odvolaným Metternichem však neměl šanci získat si přízeň revolučně naladěného obyvatelstva. Dubnová ústava nesplnila očekávání a začátkem května 1848 došlo ve Vídni k dalším nepokojům. Ficquelmont 7. května odstoupil ze všech funkcí a odešel do soukromí.

## Rodina a soukromý život

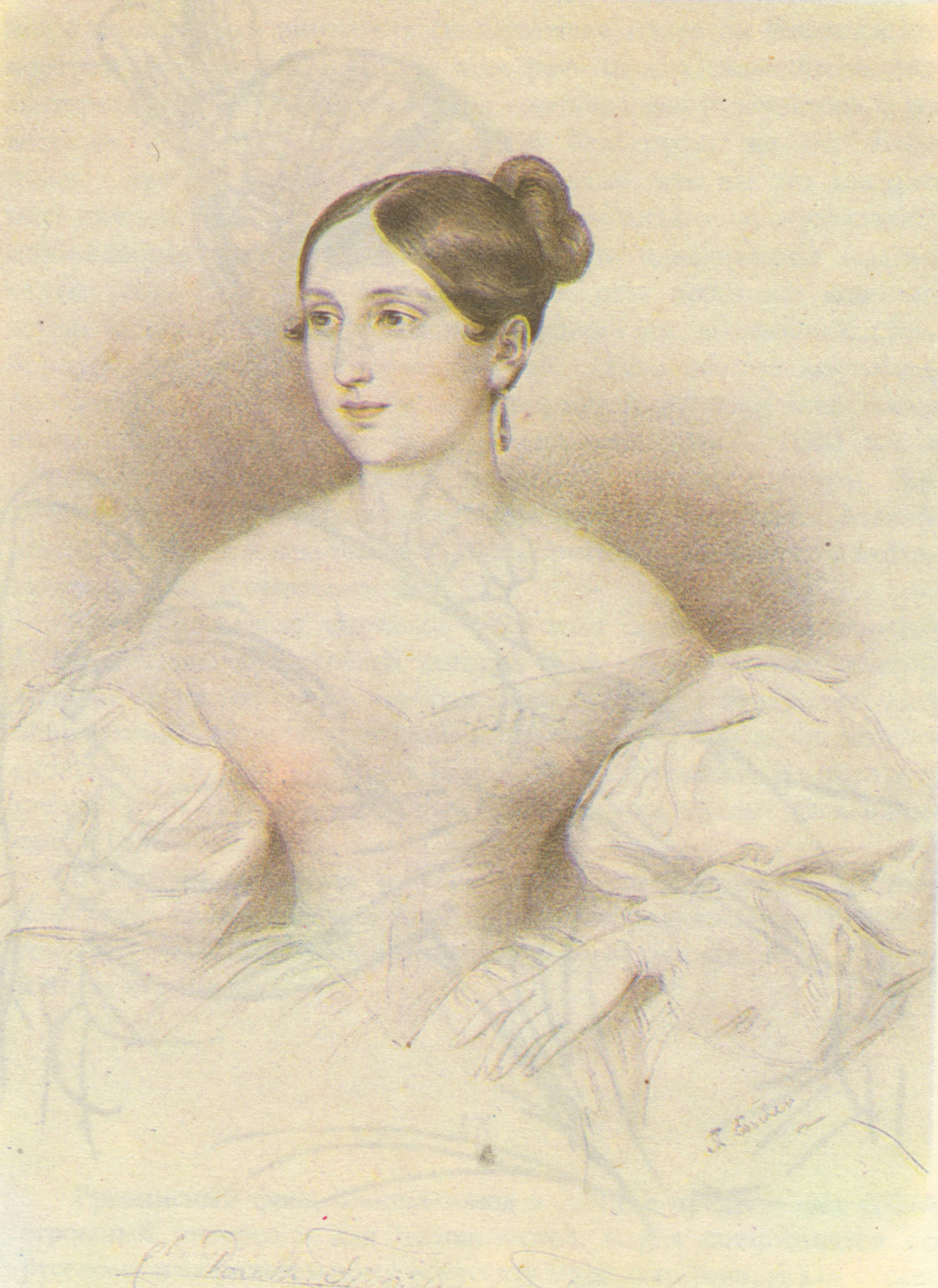
Dorothea Ficquelmont, rozená Tiesenhausen (1804–1863), portrét Johanna Endera z roku 1828

V roce 1821 se v Neapoli oženil s ruskou šlechtičnou Dorotheou (Darjou, Dolly) Tiesenhausenovou (1804–1863), vnučkou maršála knížete Kutuzova a dcerou kapitána Ferdinanda Tiesenhausena (1782–1805), který padl v bitvě u Slavkova. Dorothea byla dámou ruského Řádu sv. Kateřiny a po dobu manželovy diplomatické mise v Rusku vedla v Petrohradě vyhlášený společenský salón. Udržovala přátelské kontakty mimo jiné s A. S. Puškinem. Z Ficquelmontova manželství s Dorotheou Tiesenhausenovou se narodila jediná dcera Alžběta Alexandra (1825–1878), která byla později c.k. palácovou dámou a dámou Řádu hvězdového kříže. V roce 1841 se provdala za knížete Edmunda Clary-Aldringena (1813–1894), majitele panství Teplice, kde Ficquelmont po svém odchodu do soukromí často pobýval. V roce 1855 koupil palác v Benátkách, kde o dva roky později zemřel. Pohřben byl v rodové hrobce Clary-Aldringenů v Dubí u Teplic.
Po odchodu do soukromí se věnoval psaní a byl autorem několika prací, v nichž zúročil své dlouholeté zkušenosti v evropské diplomacii. Některá jeho díla (psaná ve francouzštině) se během 19. století dočkala více vydání a překladu do několika jazyků (Lord Palmerston, l'Angleterre et le continent, 2 svazky, 1852; La politique de la Russie et le principautés danubiennes, 1854). Posmrtně byly v roce 1859 vydány nedokončené paměti. Jeho písemnosti soukromého i úředního charakteru jsou uloženy v rodovém archivu Clary-Aldringenů ve Státním oblastním archivu v Litoměřicích.
Během své dlouholeté kariéry obdržel řadu vyznamenání v Rakousku i od zahraničních panovníků. V roce 1814 se stal nositelem Leopoldova řádu, v roce 1816 získal Řád železné koruny III. třídy. Na konci napoleonských válek převzal od ruského cara Alexandra I. Řád sv. Anny (Rusko) a Řád sv. Vladimíra. Během diplomatické mise ve Stockholmu získal švédský Řád meče, další vyznamenání získal v několika italských státech, mimo jiné byl nositelem papežského Kristova řádu, v Nizozemí dostal Řád nizozemského lva. Jako rakouský velvyslanec v Petrohradě obdržel ruský Řád sv. Ondřeje (1833) a při příležitosti setkání tří panovníků v Teplicích byl dekorován velkokřížem uherského Řádu sv. Štěpána (1835). V roce 1844 získal v Belgii Leopoldův řád a v návaznosti na diplomatickou misi do Berlína v roce 1846 se stal rytířem pruského Řádu černé orlice. Po ukončení aktivní politické kariéry nakonec obdržel Řád zlatého rouna (1852).